# Дерматит жуков-нарывников
Дерматит жуков-нарывников — дерматит от яда жуков семейства Нарывников Meloidae, в том числе и шпанской мушки.

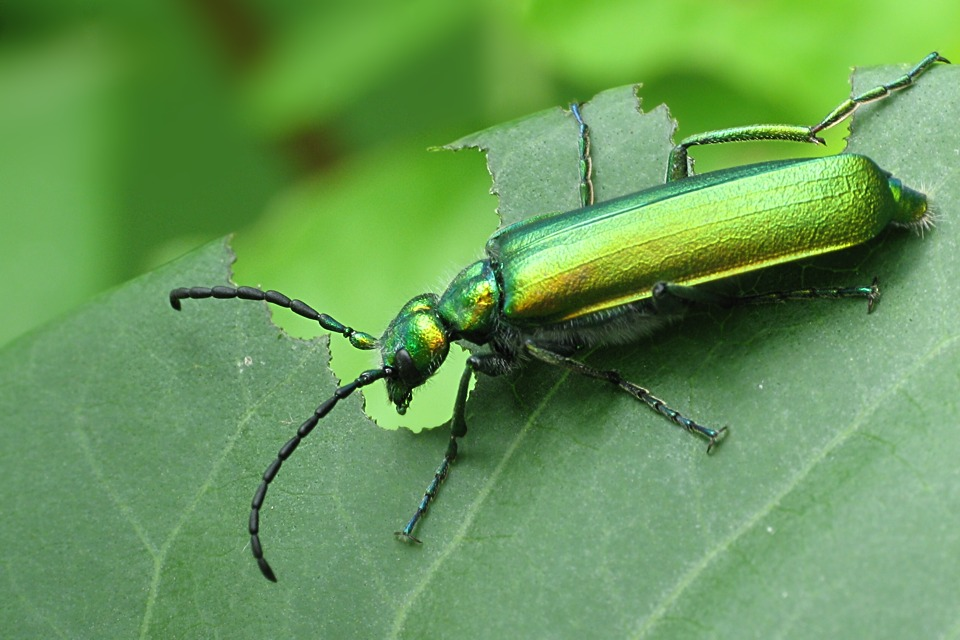
Шпанская мушка Lytta vesicatoria.

Шпанская мушка Lytta vesicatoria (Linnaeus, 1758) (сем. Meloidae, отр. Coleoptera) может вызывать отравление при контакте с кожей, либо при попытке применить препарат из этого насекомого для усиления эрекции. В случае контакта эти насекомые выделяют агент кантаридин, вызывающий образование пузырей; при его проникновении в эпидермис раздражение и образование пузырей наблюдаются уже через несколько часов после контакта.
Симптомы в виде местного раздражения начинаются в течение нескольких часов после контакта с ядом. Появляются болезненные волдыри, иногда рубцы.
В случае заглатывания кантаридин может вызвать сильные желудочно-кишечные расстройства с симптомами тошноты, рвоты, диареи и схваткообразных болей в животе. При первоначальном контакте с мушкой возникают ощущение жжения, колющая боль и умеренные высыпания. Через несколько часов развиваются мягкие продолговатые пузырьки и буллы.
При применении препарата шпанской мушки как афродизиака может возникнуть отравление, при котором наблюдались ненапряженный приапизм и фебрильная лихорадка, разрешившиеся при консервативной терапии самостоятельно через 36—48 часов. В сочетании с приапизмом может наблюдаться затяжная стенокардия и расстройство мозгового кровообращения.

## Лечение
Лечение: наложение давящей повязки для предохранения булл от травмирования.